# Tín tâm Phật pháp

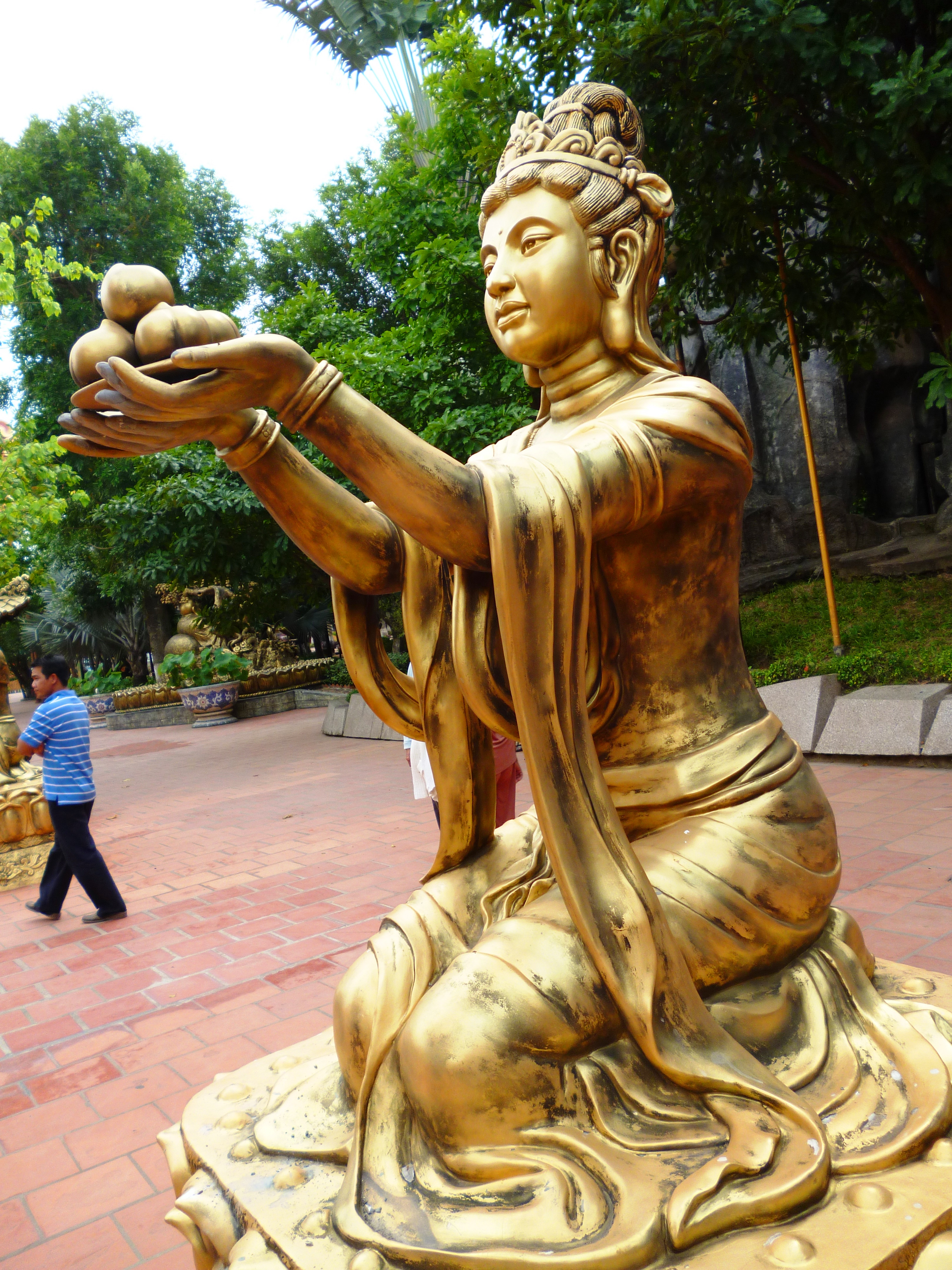
Tượng Chư thiên dâng lễ Phật tại Khu du lịch Suối Tiên năm 2012

Tín tâm Phật pháp (Buddhist devotion, có thể được dịch bằng các thuật ngữ tiếng Phạn hoặc tiếng Pali như Saddhā, hay Gārava hoặc Pūjā) thể hiện sự cam kết, lòng tin và lòng thành kính đối với Tam bảo (Phật, Pháp, Tăng) và những giáo lý, thực hành của đạo Phật, với tâm điểm là việc thực hành Buddhānussati (chánh niệm về Phật), tức sự hồi ức về những phẩm chất truyền cảm hứng của Đức Phật. Tín tâm vào Phật pháp được phát triển thông qua nhiều thực hành, được thể hiện qua hành động, lời nói và suy nghĩ, không chỉ hướng trực tiếp đến Đức Phật mà còn đến giáo pháp của Đức Phật (Dharma) và các đối tượng vô tri được coi là linh thiêng như bảo tháp (Stūpa) hoặc các kinh điển Phật giáo (Sūtra). Thuật ngữ sùng đạo trong bối cảnh Phật giáo được học giả người Sri Lanka là Indumathie Karunaratna định nghĩa là "sự thật hoặc phẩm chất của việc tận tâm với các nghi lễ tôn giáo hoặc sự cống hiến trang trọng cho một vật thể hoặc một con người". Về sau khi các hoạt động tôn giáo trở nên phổ biến khi các nghi thức cúng tế được phát triển để tưởng nhớ đến phẩm chất và sự tráng lệ của các vị Phật trên trời, chẳng hạn như suy niệm và tụng kinh. Phật giáo coi sự tín tâm bên trong chính bản thân quan trọng hơn nghi lễ bày biện bên ngoài. Tuy nhiên, lòng tín tâm thành kính có một vị trí quan trọng trong tín lý Phật giáo, tín tâm được phát triển thông qua những thực hành, thể hiện qua cử chỉ, lời nói và tâm trí.

## Nguyên từ

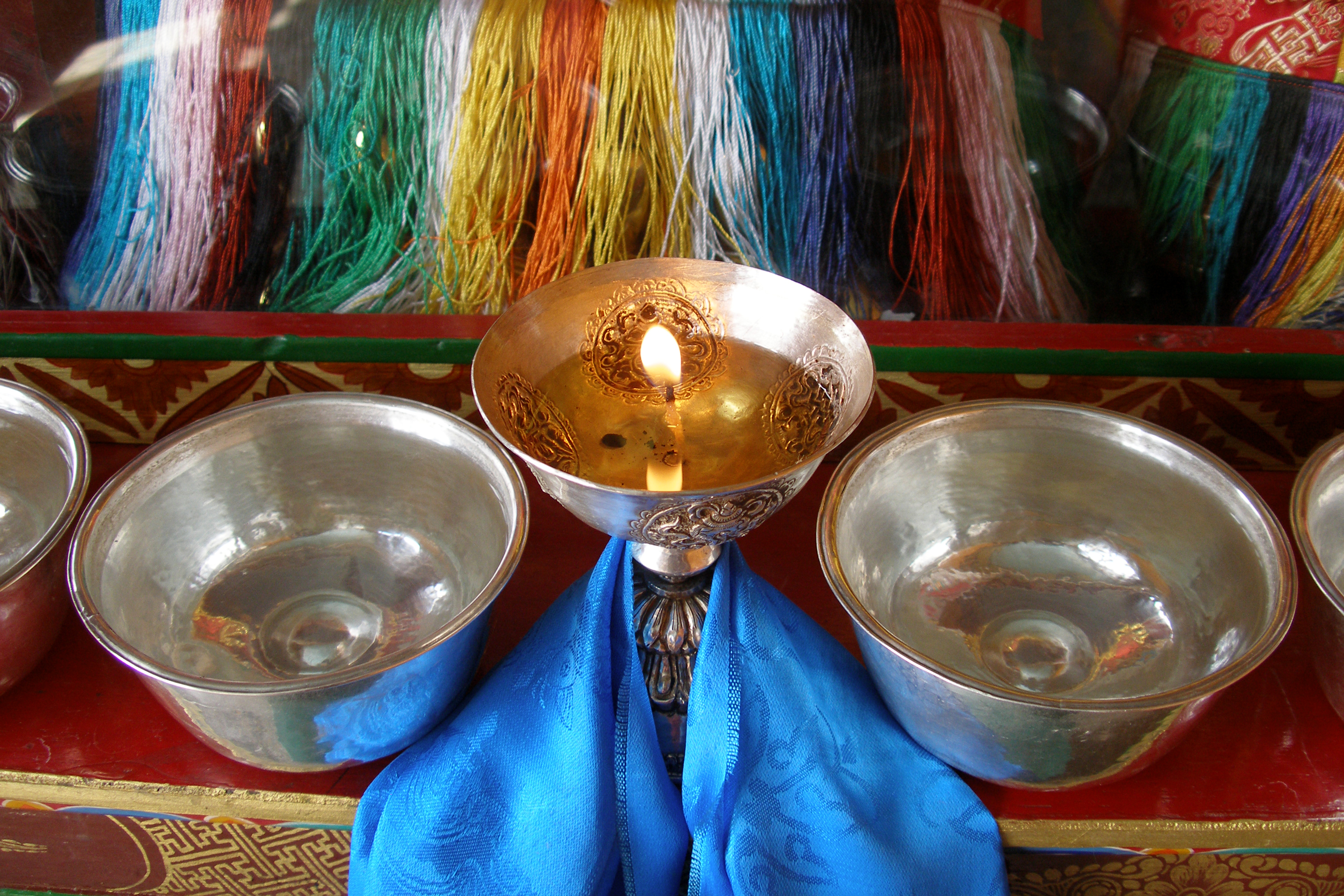
Nến cúng Phật ở Ấn Độ

Thuật ngữ "pūjā" bắt nguồn từ văn hóa người Dravidia, trong đó nó có thể được sử dụng cho một nghi lễ hoặc một yếu tố của thủ tục nghi lễ, và những hàm ý nghi lễ này có thể đã ảnh hưởng đến Phật giáo vào thời kỳ sau. Nó được coi là một hình thức cho đi, được thực hiện vì lợi lạc của chính mình và của người khác. Trong nhiều xã hội Phật giáo, các hoạt động sùng đạo được thực hiện vì lợi ích của kiếp này (chữa bệnh, trừ tà), vì theo đuổi nghiệp (tích lũy nghiệp tốt cho những kiếp sau) và vì tín đồ muốn đạt được Niết bàn. Tín (tiếng Phạn: śraddhā, tiếng Pali: saddhā) là một trong những yếu tố nền tảng trên con đường tu tập. Tín trong Phật giáo là đa nghĩa, nhưng chủ yếu là "lòng tin tưởng nơi Phật-đà và Phật pháp". Tín là cơ sở của hai yếu tố đầu tiên trong Bát chánh đạo (Chánh kiến và Chánh tư duy) và là một yếu tố của Ngũ lực (năm sức mạnh). Trong Đại thừa, tín đóng vai trò quan trọng, là hạnh nguyện quan trọng mà ai cũng có và sẽ đưa mỗi người đến Phật quả. Tín không phải là niềm tin mù quáng (mê tín), mà là một sự tin tưởng có cơ sở, phát triển từ sự tìm hiểu, suy nghiệm và thực hành giáo pháp. Tín tâm vững chắc là yếu tố cần thiết để hành giả có thể kiên trì trên con đường giác ngộ.

## Biểu hiện

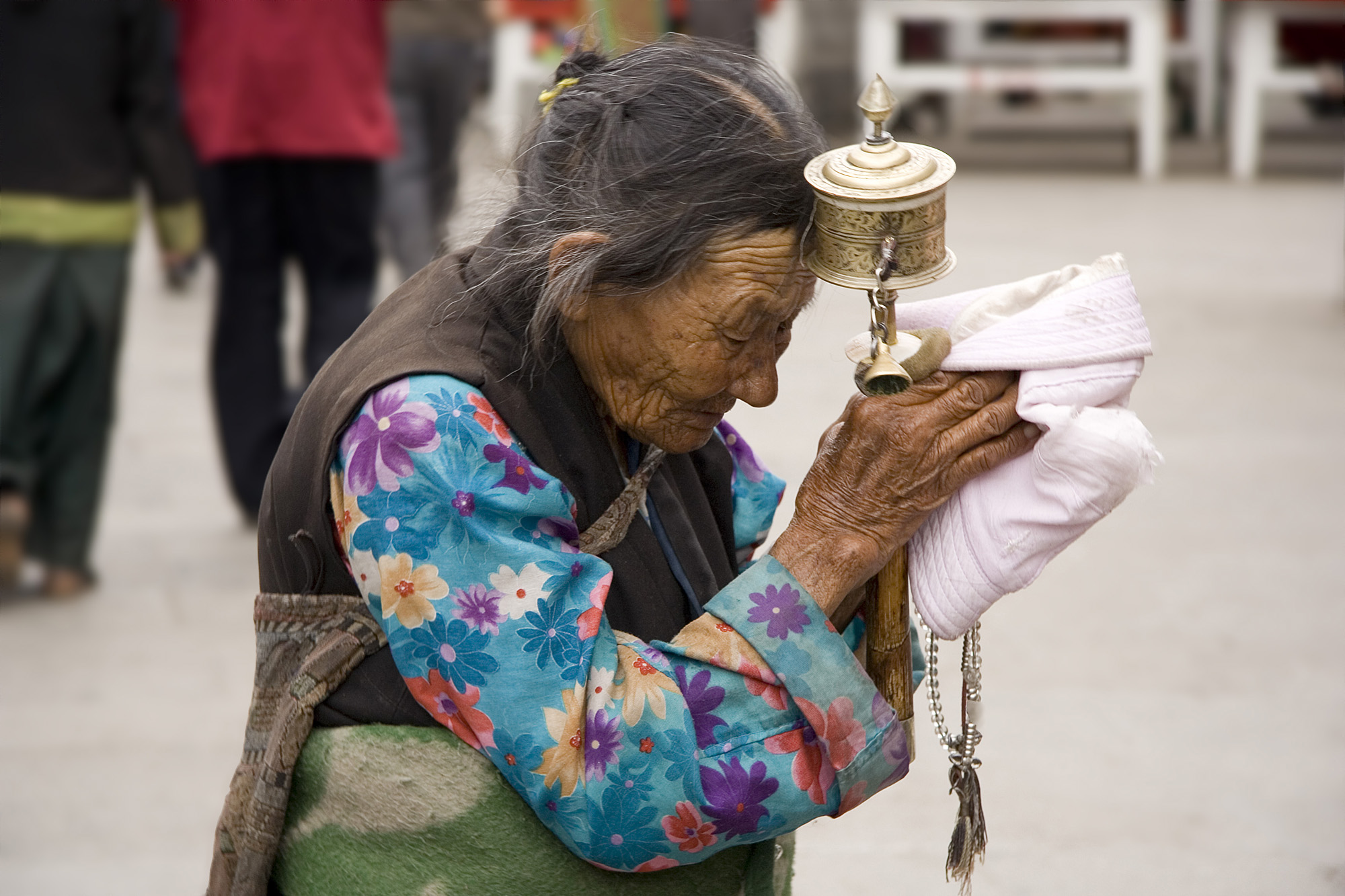
Một phụ nữ đang niệm Phật ở Tây Tạng

Các khía cạnh của tín tâm Phật pháp bao gồm:
- Tin vào Đức Phật: Tin vào sự giác ngộ của Đức Phật, vào khả năng của bậc đạo sư trong việc chỉ dạy con đường giải thoát.
- Tin vào Pháp (giáo lý nhà Phật/Phật pháp): Tin vào sự thật của Tứ diệu đế, Bát chánh đạo, Duyên Khởi, và các giáo lý khác của Phật giáo là tín lý về con đường dẫn đến chấm dứt khổ đau.
- Lòng tin vào Tăng (Tăng đoàn): Tin vào cộng đoàn những người tu tập chân chính, những người đã và đang thực hành giáo pháp (các bậc cao tăng đạo hạnh, bậc trụ trì, những người hành trì Phật pháp, cho đến thiện nam tín nữ) là những tấm gương và sự hỗ trợ trên con đường tu.
- Tin vào nghiệp báo: Tin rằng mọi hành động (thân, khẩu, ý) đều có quả báo tương ứng, và sự tái sinh trong Saṃsāra phụ thuộc vào nghiệp.
- Tin vào khả năng giác ngộ của bản thân: Tin rằng mỗi chúng sinh đều có Phật tính, có khả năng thực hành giáo pháp để đạt được Niết bàn, tu thành chánh quả.

Các thực hành biểu hiện tín tâm hướng Phật có thể bao gồm:
- Thờ phượng và cúng dường: Lễ lạy (đảnh lễ), dâng hương, hoa, quả lên Tam Bảo.
- Niệm Phật: Hướng tâm tưởng nhớ và trì danh hiệu Phật, quán tưởng hình ảnh Phật, tập trung tâm trí vào hình ảnh, dáng vẻ của Đức Phật.
- Tụng kinh và trì chú: Đọc tụng các bản kinh và câu chú để tăng trưởng công đức và trí tuệ.
- Hành hương: Đến các thánh tích Phật giáo để thể hiện lòng tôn kính và củng cố niềm tin.
- Giữ giới: Thực hành các giới luật Phật giáo để thanh tịnh thân tâm, đạt cảnh giới tâm sáng (Quang minh tâm).
- Nghe pháp và tư duy: Lắng nghe, học hỏi giáo lý và suy nghiệm để thấu hiểu sâu sắc hơn.
- Thiền định, thiền tâm và cầu siêu, chúc phúc cho chúng sinh, thực hiện luân hoàn bộ (Parikrama/Đi nhiễu), một số hệ phái Phật giáo dấn thân còn có hình thức tự thiêu (như trường hợp của Thích Quảng Đức).